# 今日から始める幼なじみ
『今日から始める幼なじみ』（きょうからはじめるおさななじみ）は、帯屋ミドリによる日本の漫画作品。『くらげバンチ』（新潮社）にて、2021年4月20日から連載中。短期集中連載として開始後、同年8月から連載となっている。略称は「今日おさ」。転校生と幼なじみになっていく様子を描くラブコメディ作品。
2024年には大宮野乃を主人公としたスピンオフも同サイトにて短期集中連載された。

## 登場人物
相田航平（あいだ こうへい）
本作の主人公。楓の隣の家に住み、学校でも隣の席。
柚木楓（ゆずき かえで）
本作のヒロイン。転校生。幼なじみに憧れている。

## 制作背景
作者の帯屋ミドリには小学校からの友人はいるが、漫画のような幼なじみはおらず、「幼馴染とのラブコメみたいな経験してみたいなぁ」という憧れがあった。本作では当初から幼なじみを主題として描こうとしていたわけではなかったが、「ラブコメを描こうと考えると「幼馴染」という属性はやはり圧倒的に存在感が大きくて、避けて通れない」と思っていた。当初は「一般的な定義の普通の幼なじみの漫画」を制作しようとしたが、どうしたら違いを見せられて目立てるかと考案した結果、「幼なじみという存在に憧れを持った女子中学生」という設定が浮かんだという。帯屋はアイディアが浮かんだ時に手ごたえがあったが、「もしかしたら誰か既に使っているかも…」と考え調べたところ、まだ使われていなかった。この楓の設定は憧れから繋がった気がするといい、「もし幼馴染がいたらしてみたかったこと」を漫画で描いているかもしれないと帯屋は述べている。帯屋の目標は本作を読み、「実際に幼なじみを作りました！といつか誰かに報告される日が来ること」だと話している。

## 反響・評価など
短期連載として開始後、SNSで何度も反響があった。2022年6月には「次にくるマンガ大賞 2022」にノミネートされている。このノミネートは『くらげバンチ』の作品としては2年ぶりである。2023年8月5日に作者の帯屋ミドリがX（旧Twitter）に投稿した際には、いいねが3.6万を超え、多くのコメントが寄せられるといった反響があった。
ニコニコ漫画においては「尊すぎて脳が回復する…」という迷言が使用されている。2024年にはAnimeJapanの「アニメ化してほしいマンガランキング2024」にノミネートされている。
ねこぐちは本作をTwitterで見た際に、幼なじみに憧れて幼なじみを欲しがるヒロインという設定を見たことがなかったため、そのアイデアが刺さったという。三簾真也は本作は「独特な読み口」であり、「ヒロインの楓と主人公の航平の「ぎこちなさ」がすごく思春期らしくていい」といい、「アイデアが秀逸」と評している。

## 書誌情報
- 帯屋ミドリ『今日から始める幼なじみ』新潮社〈BUNCH COMICS〉、既刊14巻（2025年8月7日現在）
  1. 2021年10月8日発売[13]、ISBN 978-4-10-772430-4
  2. 2022年2月9日発売[14]、ISBN 978-4-10-772465-6
  3. 2022年5月9日発売[15]、ISBN 978-4-10-772493-9
  4. 2022年8月8日発売[16]、ISBN 978-4-10-772523-3
  5. 2022年11月9日発売[17]、ISBN 978-4-10-772542-4
  6. 2023年3月9日発売[18]、ISBN 978-4-10-772581-3
  7. 2023年6月8日発売[19]、ISBN 978-4-10-772609-4
  8. 2023年10月6日発売[20]、ISBN 978-4-10-772656-8
  9. 2024年1月9日発売[21]、ISBN 978-4-10-772676-6
  10. 2024年5月9日発売[22]、ISBN 978-4-10-772712-1
  11. 2024年9月9日発売[23]、ISBN 978-4-10-772749-7
  12. 2025年1月8日発売[24]、ISBN 978-4-10-772785-5
  13. 2025年5月9日発売[25]、ISBN 978-4-10-772830-2
  14. 2025年8月7日発売[26]、ISBN 978-4-10-772859-3

## コラボレート
2022年2月9日に単行本第2巻が発売された際には、雨森たきびの『負けヒロインが多すぎる!』とコラボレートし、リーフレットを配布。同作が選出された理由は、第1巻のヒロインの八奈見杏菜が幼なじみキャラであることによる。本作の柚木楓が幼なじみが登場する作品が好きであることより、コラボレートが実施されている。リーフレットでは同作を読む柚木楓が描かれている。このコラボレートのお返しとして、同作にも本作が登場している。
同年5月9日に単行本第3巻が発売された際には、雲雀湯の『転校先の清楚可憐な美少女が、昔男子と思って一緒に遊んだ幼馴染だった件』とコラボレートし、リーフレットを配布。同作の二階堂春希は再会した幼なじみのキャラクターで、リーフレットでは柚木楓が同作を読むという内容が描かれている。同年8月8日に単行本第4巻が発売された際には、ねこぐちの『このマンガのヒロインは守崎あまねです。』とコラボレートし、リーフレットを配布。同作には幼なじみの女子・守崎あまねが登場している。リーフレットでは柚木楓が同作を読み、とある行動をとる内容が描かれている。同年11月9日に単行本第5巻が発売された際には、三簾真也の『幼馴染とはラブコメにならない』とコラボレートしたリーフレットを配布。同作はヒロイン全員が幼なじみで、リーフレットでは同作を読んだ柚木楓が幼なじみとはラブコメにならないのかどうか確認するといった内容が描かれている。そのほか、電子書籍版の巻末に『このマンガのヒロインは守崎です。』を加えた3作品によるコラボ広告も掲載されている。
2023年3月9日に単行本第6巻が発売された際には、五十嵐雄策の『天使な幼なじみたちと過ごす10000日の花嫁デイズ』とコラボレートし、リーフレットを配布。同作は「年下の幼なじみ、同い年の幼なじみ、年上の幼なじみヒロインの誰か一人と主人公が結婚するまでを描く」内容であり、リーフレットでは柚木楓が同作を読むという内容が描かれている。同年11月9日に単行本第7巻が発売された際には、安田剛助の『姫ヶ崎櫻子は今日も不憫可愛い』とコラボレートしたリーフレットを配布。同作のヒロインの櫻子は幼なじみキャラで、リーフレットでは柚木楓が同作を読み、自身も櫻子のような行動をとろうと考える内容が描かれている。